# 二重母音
二重母音（にじゅうぼいん、英語: diphthong）とは、調音の開始時と終了時で音質を異にする母音のことを言う。調音している間に調音器官の位置が変化することによって生じる。
始まりの音質と終わりの音質を比べれば確かに違うが、調音器官が滑らかに移動することによって、聴覚的に1つの母音として認識される。
二重母音は、始まりの音質の方が聞こえ度の高いものを下降二重母音と言い、終わりの音色の方が聞こえ度の高い上昇二重母音と区別される。
また、上昇二重母音が途中で調音器官の移動方向を変えて下降することによって三重母音となることがある。
逆に調音器官の移動が急激に変化し、2つの母音として認識されるものは母音接続（母音連鎖・連母音・ヒアートゥス）と呼ばれて区別される。しかし、二重母音や連母音の定義は必ずしも明確に使い分けられているわけではなく、そう呼ばれているものは音声上の実践も必ずしも決定的な違いが見られない。
国際音声字母では始まりの音色を表す母音字母と終わりの音色を表す母音字母を並べて書き、聞こえ度の低い字母の方に音節副音を示す記号 [  ̯ ] を付けて表す。
例えば、下降二重母音では英語の cake [keɪ̯k]、上昇では中国語の 花 [hu̯a] などがある。
一方、母音接続の場合は、二つの字母の途中に音節境界を表す記号 [.] を入れて表す。例えば、フランス語の pays [pe.i]。日本語の姪 [me.i]、甥 [o.i] など。
日本語において二重母音は「存在する」「存在しない」の相反する見解が有る。また、日本語の二重母音は「二母音連続」と定義すべきとする見解もある。
存在するとする見解では、通常の会話においてアイ、アウ、アオ、オイ、オウの他にも、アエ、ウエ、ウイ、オエなどが二重母音として現れやすい。しかし、ゆっくり丁寧に発音されると母音接続となり、日本語話者の意識では2つの母音または音節どころかその数のモーラとして扱われる。

## 関連文献
- 櫻井啓一郎「外来語のアクセント付与について : 母音連続か二重母音か」『松山大学論集』第31巻第5号、松山大学 総合研究所、2019年12月、103-127頁、ISSN 0916-3298。